# ジャック・ロールズ
ジャック・ロールズ（Jack Roles , 1999年2月26日 - ）は、イギリス・ロンドン・インフィールド区出身のプロサッカー選手。ポジションはMF。

## 来歴
トッテナム・ホットスパーFCのアカデミー出身。
2019年のプレシーズンマッチでのユヴェントスFC戦で63分にハリー・ウィンクスに代わって出場し、トッテナムでのシニアデビューを果たす。
2019年8月、2020年1月までのローンでEFLリーグ2のケンブリッジ・ユナイテッドFCへと移籍した。ケンブリッジでは前半戦で5ゴールを挙げるなど活躍したこともあり、2020年1月、ローン期間をシーズン終了まで延長することが発表された。

## 代表歴
2018年から年代別のキプロス代表に選出されると、2019年9月にフル代表に初招集された。